# Ludwig Kaindl
Ludwig Kaindl   (Ergoldsbach, 13 de desembre de 1914 - Múnic, 5 de juliol de 1995) fou un atleta alemany, especialista en curses de mig fons i d'obstacles, que va competir durant les dècades de 1930 i de 1940.
En el seu palmarès destaca una medalla de plata en els 3.000 metres obstacles del Campionat d'Europa d'atletisme de 1938, així com els campionats nacionals de 1.500 metres de 1940, 1941, 1942, 1946 i 1947; d'obstacles de 1938, 1939 i 1949 i el relleu 3x1.000 metres de 1946. El 23 d'agost de 1941 va establir el rècord mundial del 4×800 metres. Va posseir el rècord nacionals dels 1.500 metres.

## Millors marques
- 800 metres. 1' 52.6" (1940)
- 1.500 metres. 3' 50.2" (1939)
- 3.000 metres obstacles. 9' 19.2" (1938)[7]